# Nadežda Olizarenko
Nadežda Fjodorovna Olizarenko (ukrajinsko Надія Федорівна Олізаренко), ukrajinska atletinja, * 28. november 1953, Brjansk, Sovjetska zveza, † 18. februar 2017, Odesa, Ukrajina.
Nastopila je na olimpijskih igrah v letih 1980 in 1988, leta 1980 je osvojila naslov olimpijske prvakinje v teku na 800 m in bronasto medaljo v teku na 1500 m. Leta 1986 je postala še evropska prvakinja v teku na 800 m. 12. junija 1980 je postavila nov svetovni rekord v teku na 800 m s časom 1:54,85 in ga še izboljšala 27. julija istega leta s časom 1:53,43. Veljal je do leta 1983.